# Sainte-Croix (Québec)
Pour les articles homonymes, voir Sainte-Croix.
Sainte-Croix est une municipalité canadienne au Québec, chef-lieu de la MRC de Lotbinière, dans la région de Chaudière-Appalaches.
Cette municipalité, constituée le 5 octobre 2001, a une superficie d'environ 72,4 km2 et a une densité d'environ 34,93 habitants/km2.

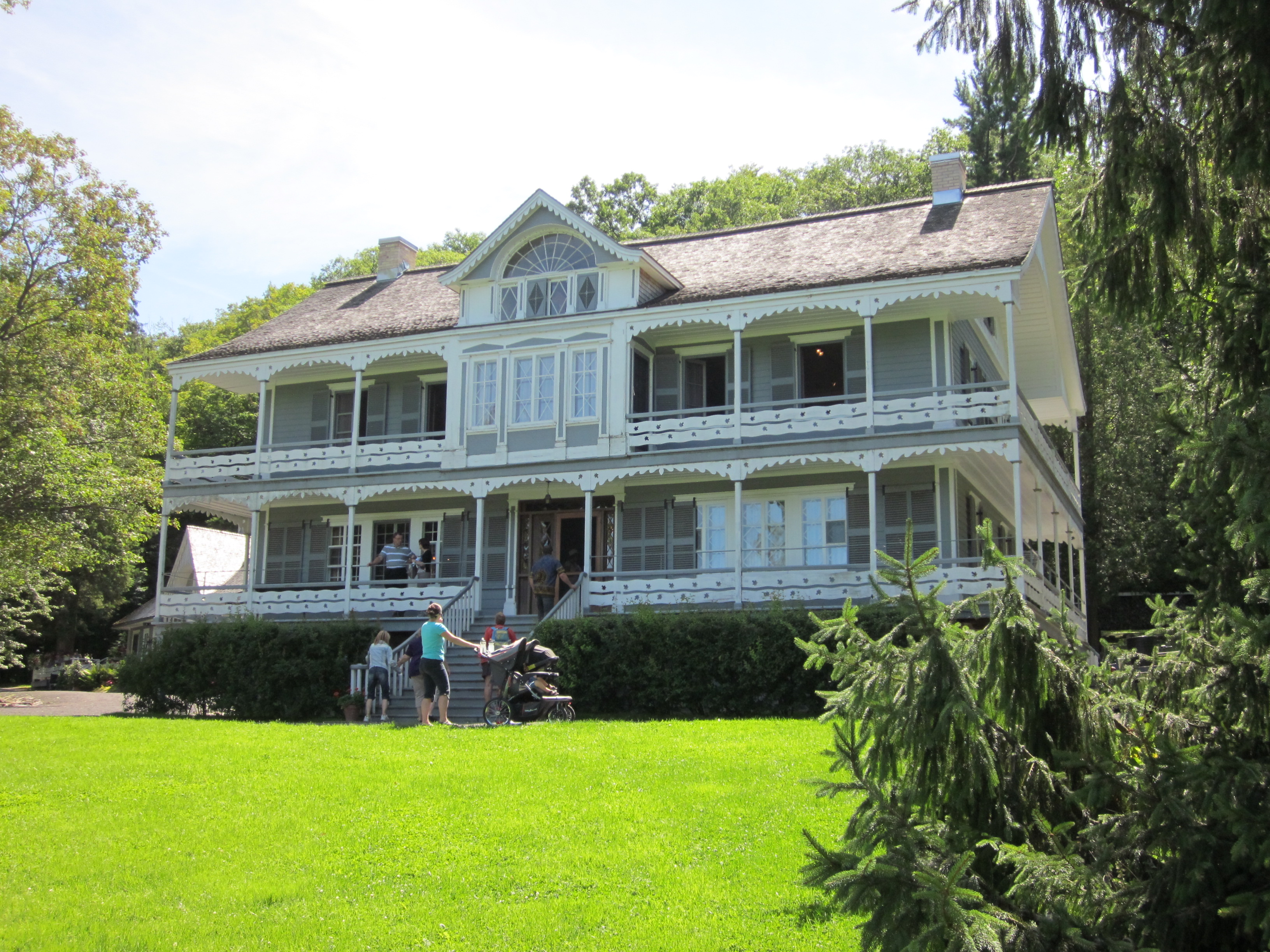
Une maison dans le domaine Joly-De Lotbinière.

## Toponymie
Elle est nommée en l'honneur de la Vraie Croix.
Les personnes de cette municipalité sont des San-cruciens et des San-cruciennes.

## Histoire

### Seigneurie de Sainte-Croix
La seigneurie de Sainte-Croix est parmi les quinze premières seigneuries à être concédées en Nouvelle-France. Elle a été concédée le 16 janvier 1637, par la Compagnie des Cent-Associés, sous Henri de Lévis. Elle est concédée aux Ursulines de Québec. Le père Jérôme Lalemant prend possession symboliquement de la seigneurie le 14 septembre 1647 en leur nom. Il y installe des bornes lors de la fête de l’exaltation de la Sainte-Croix, qui rappelle l’invention, au sens de la découverte de la vraie croix, reconquise sur les Perses en 628. La fixation du toponyme de la paroisse vient de cette fête.
Les premiers colons arrivent vers 1680, dont la famille de Louis Houde, le 13 février 1682, résidant alors sur l’île d’Orléans. Il acquiert des Ursulines de Québec une terre de neuf arpents de front sur un plateau, en bordure du fleuve. Une première chapelle est bâtie en 1694 près du fleuve sur une partie de terre donnée par Louis Houde. Une deuxième église sera construite en 1732 sur la route principale. Le peuplement de la seigneurie se fait lentement puisque la seule route est la voie navigable du fleuve. Le chemin du Roy sera ouvert à la circulation jusqu’à la seigneurie, en 1718.
En bordure du fleuve, les Ursulines font bâtir un premier moulin à farine en 1754 qui sera exploité jusqu’à la construction d’un autre moulin en 1801, situé en haut de la côte.
L’érection canonique de la paroisse date de 1721 alors que son érection civile a lieu en 1845.
En 1846, Pierre-Gustave Joly, seigneur de la seigneurie de Lotbinière achète des Ursulines une partie des terres de Pointe-Platon, pointe de terre limitrophe des seigneuries de Lotbinière et de Sainte-Croix en bordure du fleuve. Il y fait bâtir un manoir qui sera appelé Maple House, en 1851, et qui servira de résidence d’été.

## Géographie
La rivière du Petit Saut traverse la municipalité du sud au nord pour rejoindre l'estuaire fluvial du Saint-Laurent au nord-est du village.

## Démographie
| 1861  | 1871  | 1881  | 1891  |
| ----- | ----- | ----- | ----- |
| 2 212 | 2 260 | 2 377 | 2 309 |

| 1901  | 1911  | 1921  | 1931  |
| ----- | ----- | ----- | ----- |
| 2 136 | 1 819 | 1 682 | 1 794 |

| 1941  | 1951  | 1956  | 1961  |
| ----- | ----- | ----- | ----- |
| 1 975 | 2 258 | 2 393 | 2 486 |

| 1966  | 1971  | 1976  | 1981  |
| ----- | ----- | ----- | ----- |
| 2 420 | 2 376 | 2 536 | 2 721 |

| 1986  | 1991  | 1996  | 2001  |
| ----- | ----- | ----- | ----- |
| 2 620 | 2 485 | 2 443 | 2 382 |

| 2006  | 2011  | 2016  | 2021  |
| ----- | ----- | ----- | ----- |
| 2 390 | 2 352 | 2 516 | 2 529 |

## Administration
Les élections municipales se font en bloc pour le maire et les six conseillers.
| Sainte-Croix Maires depuis 2001                                                                                      |                  |         |          |
| Élection | Maire            | Qualité | Résultat |
| 2001 | Jean Lecours     |         | Voir     |
| 2005 | Jacques Gauthier |         | Voir     |
| 2009 | Jacques Gauthier | Voir    |          |
| 2013 | Jacques Gauthier | Voir    |          |
| 2017 | Jacques Gauthier | Voir    |          |
| 2021 | Stéphane Dion    |         | Voir     |
| Élection partielle en italique Depuis 2005, les élections sont simultanées dans toutes les municipalités québécoises |                  |         |          |

### Circonscriptions électorales provinciales et fédérales
Sainte-Croix fait partie de la circonscription électorale fédérale de Lévis—Lotbinière et fait partie de la circonscription électorale provinciale de Lotbinière-Frontenac.

## Transport
Les routes 132 et 271 traversent cette municipalité.

## Santé
Située près de Laurier-Station, de Lévis et de Québec, la municipalité est desservie par différents services médicaux.

### Services médicaux
Le CLSC le plus proche est situé à Laurier-Station (CLSC de Laurier-Station) et le centre hospitalier le plus près est à Lévis (Hôtel-Dieu de Lévis).

## Médias

### Journal municipal
L'Avis municipal est un journal municipal mensuel de Sainte-Croix.
Le Peuple Lotbinière est un journal hebdomadaire qui couvre les nouvelles des municipalités de la municipalité régionale de comté de Lotbinière, incluant Sainte-Croix.

## Patrimoine

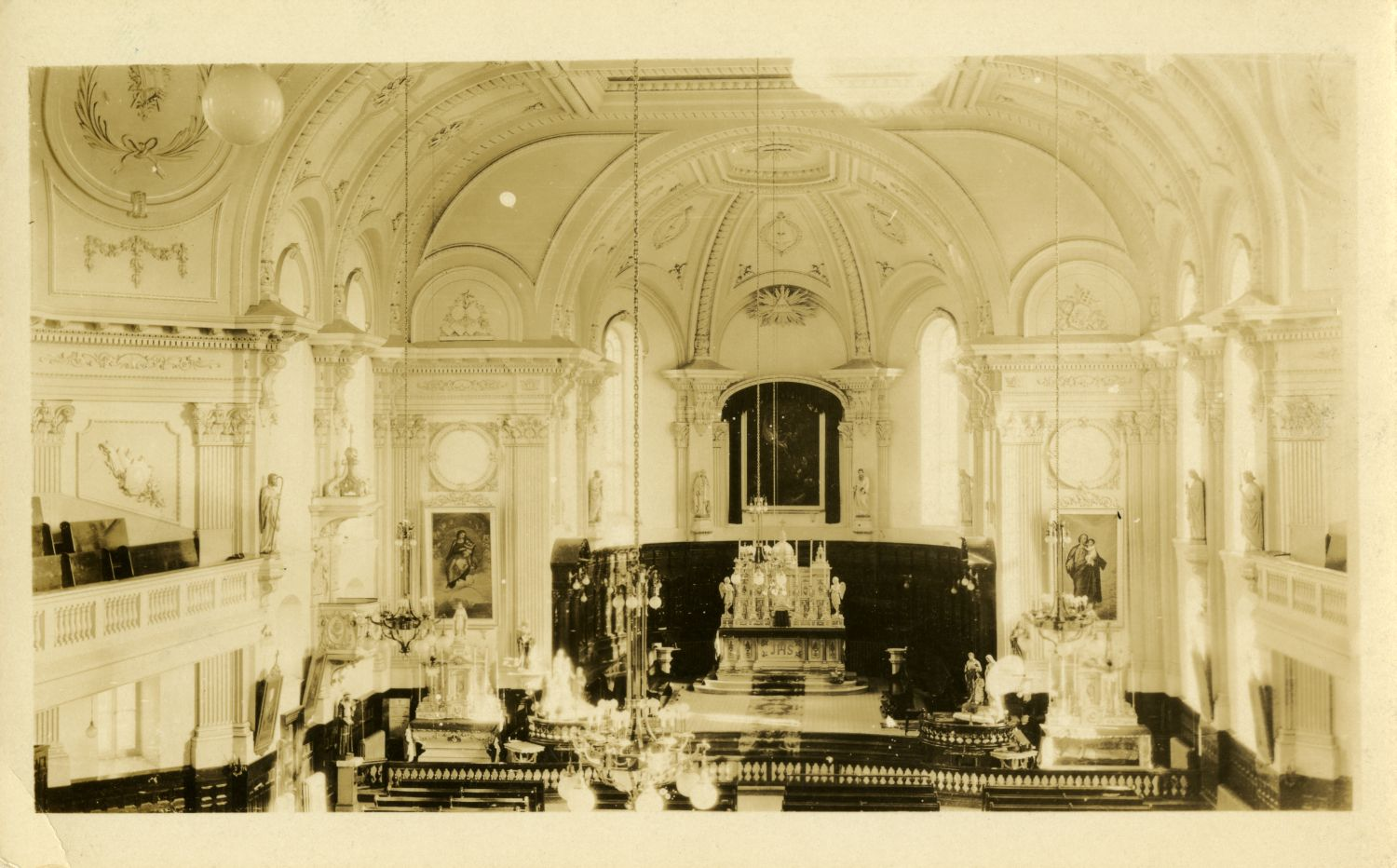
Intérieur de l'église, 1920

L'église de Sainte-Croix est construite dans un style éclectique entre 1911 et 1915. Ses architectes sont Eugène-Michel Talbot et J.-A.-Thomas Dionne. Consolidant le noyau paroissial, elle est bâtie près de l'ancienne maison du curé, du presbytère, du cimetière et du collège. Elle abrite des peintures de Louis Dulongpré. Elle est citée comme immeuble patrimonial en décembre 2012. Le presbytère est construit en 1911. Adjacent à l'église, le cimetière comprend au calvaire et un charnier.
Le manoir Joly-De Lotbinière est construit en 1851. Il est la résidence de villégiature de la famille jusqu'en 1967. À ce moment, il est acquis par le gouvernement du Québec. Le domaine Joly-De Lotbinière s'organise autour du manoir éponyme. Il comprend également un poulailler (vers 1855), une remise à voitures (vers 1855), une remise aux outils (entre 1880 et 1900) et une remise (vers 1900). Tant le manoir que le domaine sont classés comme immeubles patrimoniaux par le ministère de la Culture et des Communications du Québec en 1999,. Le domaine est un Lieu historique national du Canada depuis 2003. Désormais intégré à une Fondation, le domaine organise des visites, s'offre à la location événementielle, propose des expositions et met en valeur les jardins.
Construite vers 1829, la maison Boisvert est d'inspiration française. Elle est bâtie par le cultivateur Louis Boisvert. Elle est classée comme immeuble patrimonial en 1986.
Sur le plan du patrimoine agricole, un ensemble de ferme sur le rang Saint-Eustache comprend une grange-étable (1830-1880) et un hangar (1830-1900). Une grange-étable du début du XXe siècle est située sur la route Marie-Victorin.

## Éducation
Les écoles primaires et secondaires font partie du Centre de services scolaire des Navigateurs.

### Éducation primaire
Sainte-Croix contient une école primaire : École La Mennais.

### Éducation secondaire

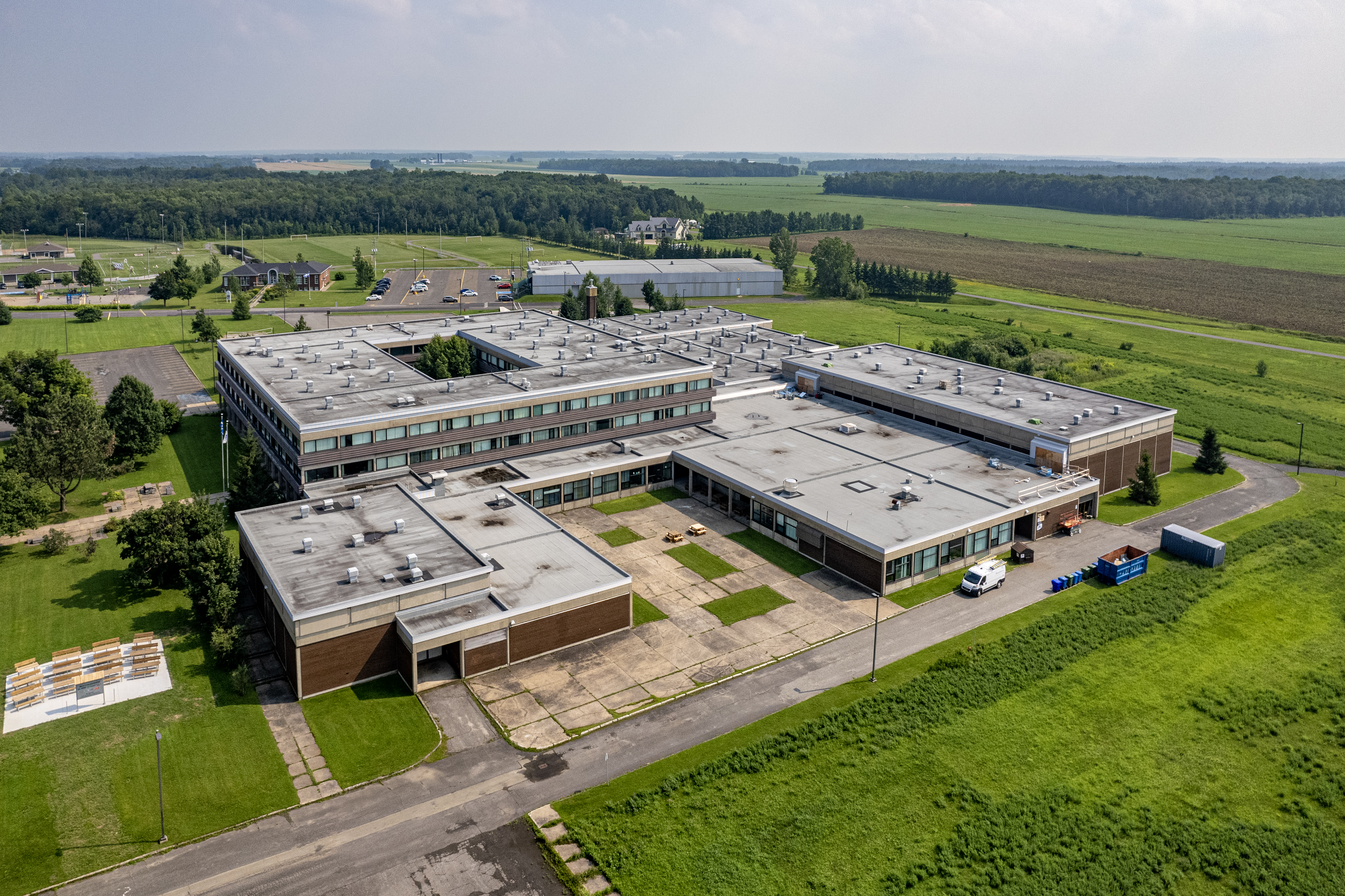
École secondaire Pamphile-Le May

La municipalité contient également une école secondaire : l'École secondaire Pamphile-Le May. Cette école compte environ 600 élèves.

### Éducation collégiale
L'établissement collégial le plus près est le Centre d'études collégiales de Lotbinière, qui fait partie du Cégep de Thetford et qui est situé à Saint-Agapit.

### Éducation universitaire
L'établissement universitaire le plus près est l'Université Laval, qui est situé dans la ville de Québec.

## Industries
- Bibby-Ste-Croix
- Meubles Rive-Sud

## Sport
On trouve à Sainte-Croix un circuit de course automobile, le Circuit Riverside Speedway Ste-Croix.